# Chiesa di San Carlo ai morti
La Chiesa di San Carlo ai morti sorge a Treviglio in via Zanovello. 

## Storia

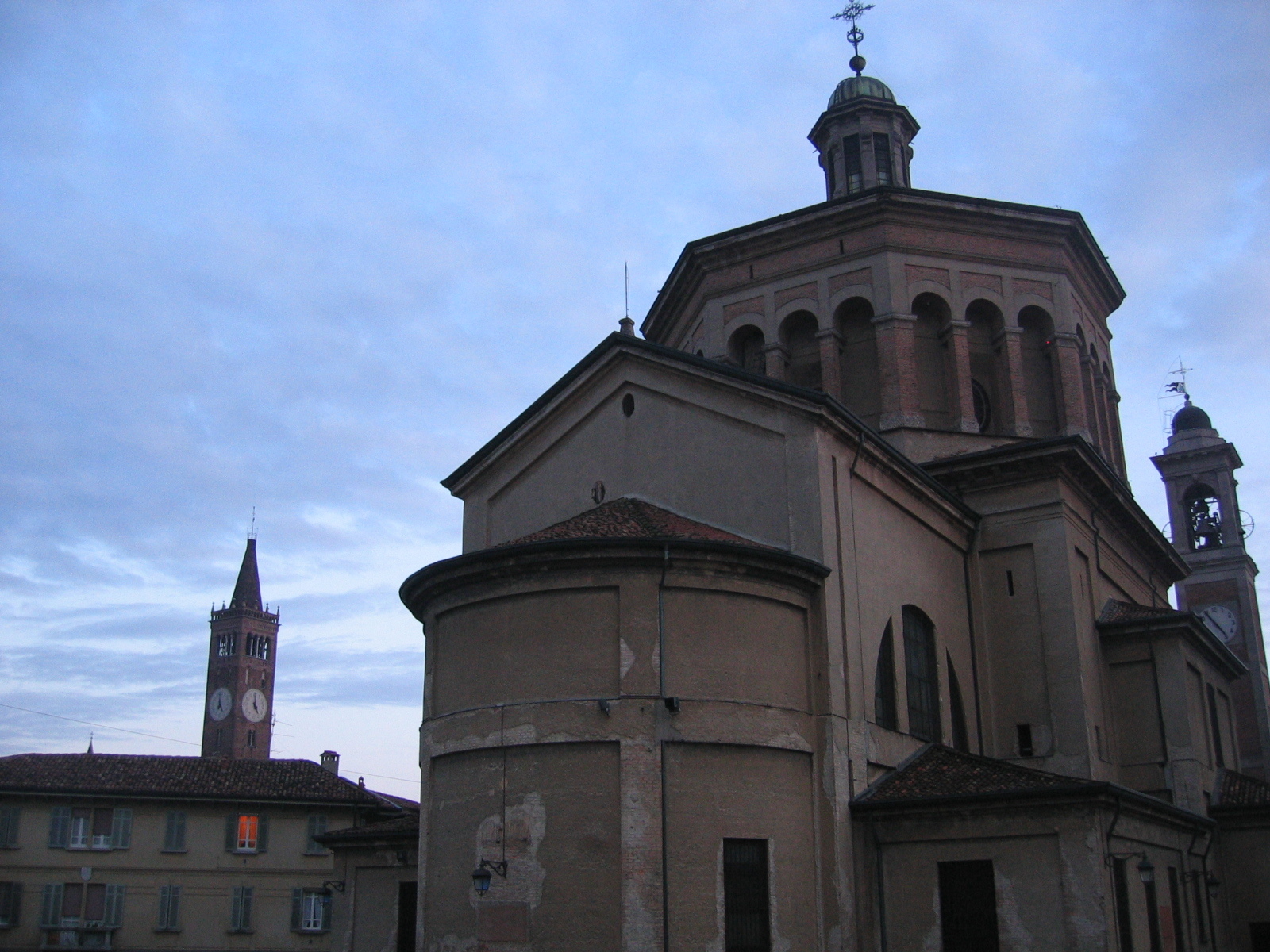
Il Santuario della Madonna delle Lacrime

Nel 1630 nella località dove ora sorge la chiesa, allora chiamata Gemone, venne creato un cimitero per seppellire i numerosi morti di peste; inoltre, come monito per la popolazione e perché rimanesse memoria della pestilenza, venne eretta una colonna sormontata da un teschio, in viale del Partigiano. L’oratorio annesso al cimitero venne dedicato a san Carlo Borromeo, vescovo di Milano e riconosciuto santo anche per il suo eccezionale zelo nella cura degli appestati durante l’epidemia accaduta nel 1572 a Milano. Inoltre non va dimenticato che, come accade in altre località della diocesi di Milano, la popolazione di Treviglio fu molto legata al cardinale poiché visitò la città nel 1583 e spostò la sede della Pieve ecclesiastica da Pontirolo a Treviglio. In aggiunta a ciò, San Carlo si prodigò, nella stessa occasione, per il riconoscimento ufficiale del miracolo della Madonna delle Lacrime, venerata del santuario omonimo non distante dalla chiesa di San Carlo ai morti.
Nel 1675 sul luogo di una più antica edicola espiatoria si iniziò la costruzione della chiesa di San Carlo in memoria dei morti della peste; l’inizio di tale costruzione fu consentita da un legato di Giuseppe Locatelli presente nel suo testamento del 9 ottobre 1674 rogato dal notaio bergamasco Antonio Baglioni. I lavori di costruzione dopo dieci anni non erano ancora terminati, infatti il cardinale Federico Visconti, nella visita pastorale del 1685, afferma che la chiesa non era ancora del tutto rifinita e perfezionata.